# Já na tom dělám
Já na tom dělám (2002) je třetí album Bratří Ebenů. Obsahuje 12 písniček Marka Ebena a dva zhudebněné sonety Williama Shakespeara v překladu Jana Vladislava. Píseň Vidíš, vidíš zpívá Iva Bittová, Sprostý chlap Jiří Schmitzer a v Senecte, pomoz hostuje Jiří Bartoška. V písni Je to takové... si Marek Eben dělá legraci z mluvy obyvatel Prahy a písní Trampská, kterou Bratři Ebenové hráli již v 80. letech 20. století, paroduje Jana Nedvěda.

## Písničky
1. Já na tom dělám – 3:00
2. Nikdo to nebere – 3:24
3. Hotely – 2:59
4. Vidíš, vidíš – 3:38
5. Masky – 2:11
6. Na růžích ustláno – 3:21
7. Senecte, pomoz – 4:28
8. O filmových milovnících – 2:34
9. Sprostý chlap – 2:36
10. Sonet 57 – 2:40
11. Trampská – 3:53
12. Něva – 3:08
13. Je to takové... – 3:42
14. Sonet 66 – 5:07